# 阿尔贝托·通巴

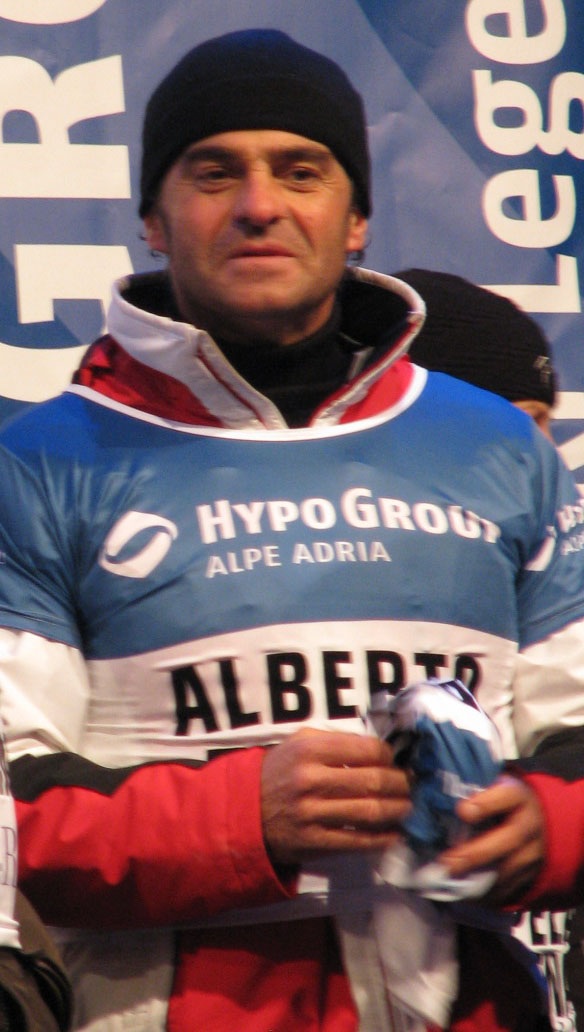
阿尔贝托·通巴

阿尔贝托·通巴（義大利語：Alberto Tomba，1966年12月19日—），意大利男子高山滑雪运动员。他曾代表意大利参加1988年、1992年、1994年和1998年冬季奥林匹克运动会高山滑雪比赛，共获得三枚金牌和二枚银牌。